# Cedi
 (octobre 2021).
Si vous disposez d'ouvrages ou d'articles de référence ou si vous connaissez des sites web de qualité traitant du thème abordé ici, merci de compléter l'article en donnant les références utiles à sa vérifiabilité et en les liant à la section « Notes et références ».
Le cedi est la devise officielle du Ghana depuis 1965. Il est divisé en cent pesewas.

## Taux de change
| Évolution du cours | Évolution du cours | Évolution du cours |
| Année              | pour 1 dollar      | pour 1 euro        |
| ------------------ | ------------------ | ------------------ |
| 1983               | 90                 | —                  |
| 1993               | 720                | —                  |
| 2003               | 8 500              | 9 800              |
| 2006               | 9 500              | 11 650             |
| 2007               | 9600 (0,96 NC)     | 13800 (1,38 NC)    |
| 2013               | 2,04               | 2,65               |
| 2015               | 3,90               | 4,50               |
| 2018               | 4,50               | 5,60               |
| 2020               | 5,70               | 6,20               |

NC = Nouveau Cédi
Depuis le 3 juillet 2007, le Ghana a une nouvelle monnaie. L'actuel cedi ghanéen (code ISO : GHS) vaut 10 000 anciens cedis. Le cedi ghanéen est divisé en 100 pesewas. Les deux monnaies circulent jusqu'en décembre 2007.

## Pièces et billets
Le billet de 1 000 cedis est introduit en 1991, ceux de 10 000 et 20 000 cedis apparaissent en 2002 et les sous-unités du cedi (les pesewas) ne sont plus utilisées depuis une période d’hyperinflation.
Depuis juillet 2007, billets de 1, 5, 10, 20 et 50 cedis ghanéens, pièces de 10, 20, 50 pesewas, c'est en 2009, que le billet de 2 cedis ghanéens a été introduit.
La Banque du Ghana a émis le 30 novembre 2019 de nouveaux billets sur le marché. Les nouveaux billets sont les coupures de 100 et 200 cedis ghanéens (GH¢). En plus de ces coupures, il est aussi émis une pièce métallique de 2 cedis ghanéens.